# Masayuki Takayanagi
Masayuki 'Jojo' Takayanagi (高柳 昌行, Takayanagi Masayuki, 22 décembre 1932 - 23 juin 1991) était un guitariste japonais de jazz et d'improvisation libre. Il était actif sur la scène nippone depuis la fin des années 1950, bien qu'il fût joueur professionnel dès 1951. Il forma le New Directions Quartet en 1954, qui enregristra quatre albums : Independence (1970), New Direction - Call In Question (1970), Free Form Suite (1977), et Lonely Woman (1982). Il enregistra plusieurs albums avec le saxophoniste Kaoru Abe, notamment Gradually Projection et Mass Projection. Enfin, il forma également le Jazz Academy Quartet (1959), le Masayuki Takayanagi Jazz Contemporary Quintet (1964), le New Century Music Laboratory avec entre autres Hideto Kanai et Yosuke Yamashita (1965), Kings Roar avec Hideto Kanai et Choyo Kanda (1965), un groupe de bossa nova (1967), le Masayuki Takayanagi Jazz Contemporary Quartet (1968), les New Direction's (1969)...